# Mirko Tagliasacchi
Mirko Tagliasacchi (Mantova, 27 settembre 1979) è un bassista italiano.

## Collaborazioni
Dal 2002 fa parte del gruppo rock progressive  Moongarden con la quale pubblica nel 2003 l'album Round Midnight per l'etichetta svizzera Galileo Records. Dopo una serie di concerti promozionali europei viene pubblicato nel 2008 l'album Songs from the Lighthouse.
Nel 2009 esce infine Vulgar Display Of Prog edito da Distilleria Music Factory in cui collabora anche col neo entrato in formazione Gigi Cavalli Cocchi (batterista di Luciano Ligabue, CSI, Mangala Vallis).
Collabora inoltre in molti altri ambiti musicali con diverse formazioni ed artisti.

## Didattica
Docente di Basso Elettrico è anche autore, in collaborazione con Alex Stornello, del libro didattico "Modern Bass Institute" (edito da Volontè & Co.), testo ufficiale della Sezione di Basso Elettrico del Modern Music Institute.

## Discografia

### Con i Moongarden
- 2003 - Round Midnight (Galileo Records)
- 2008 - Songs from the Lighthouse (ProgRock Records)
- 2009 - Vulgar Display of Prog (Distilleria Music Factory)
- 2014 - Voyeur (Ma.Ra.Cash Records)
- 2018 - Align Myself With The Universe (AMS Records)
- 2024 - Christmas Night 2066 (Ma.Ra.Cash Records)